# Gerrit van Olst
Gerrit van Olst (Groningen, 18 februari 1734 - aldaar, 30 september 1807) was een Groningse koopman en initiatiefnemer en mededirecteur van het Koninklijk Instituut voor Doven 'H.D. Guyot' en pionier in de luchtvaart.

## Leven en werk
Van Olst werd in 1734 in Groningen geboren als zoon van Arend van Olst en Grietje Stoffers Meringa. Van Olst was een vooraanstaand doopsgezind koopman in Groningen. Hij trouwde op 24 april 1762 met Etta Alring(h). Door dit huwelijk verkreeg hij een azijnfabriek aan de Hoge der A. Hij was verwant  aan de Groningse familie Modderman. Na het overlijden van zijn eerste echtgenote in 1767 hertrouwde Van Olst op 23 december 1781 met Eefje Miedema. Ruim een jaar later - in januari 1783 scheidden zij van tafel en bed.

### Luchtvaart
Op 4 juni 1783 werd de heteluchtballon door de Gebroeders Montgolfier uitgevonden. Op 19 september 1783 werden in Versailles proeven uitgevoerd waarbij een schaap, een eend en een haan in een aan de ballon bevestigde mand werden meegevoerd. Op 5 maart 1784 berichtte de Groninger Courant dat Gerrit van Olst samen met Jan Modderman, die een papiermolen bezat, op 3 maart 1784 een eerste proef met een ballon had ondernomen. Een uitgebreider proef vanaf een van de scheepswerven van de gebroeders Jan en Tonco Modderman met een zelfgemaakte papieren heteluchtballon met daaraan een vogel in een kooi opgelaten werd op 23 maart 1784 om 15.00 uur gedaan. Deze ballon landde na twee uur, om 17.00 uur, 15 kilometer verderop in het Drentse Bunne. De kosten van de hele operatie kwamen voor rekening van Modderman en Van Olst. Wel werd er van de talloze toeschouwers een bijdrage gevraagd. Het bedrag dat opgehaald werd was bestemd voor de armen.
Over de ballon die Modderman en Van Olst op 22 maart 1784 oplieten schreef H. Ritzema van Lier een bijdrage over de vervaardiging van de ballon en nam het als aanhangsel op in zijn Verhandeling over het algemeen en byzonder gebruik der aërostatische machines, en de verschynselen, die dezelfde ons kunnen opleveren. Dit boek, dat in 1784 verscheen, behoort tot de eerste Nederlandse boeken over de praktische toepassing van de luchtvaart.  Ritzema van Lier zag in de luchtballon een embleem van Verlichting en vooruitgang.

### Instituut voor doven
Toen de Waalse predikant Henri Daniel Guyot in Groningen woonde, kwam hij in contact met Van Olst. Beiden zouden, samen met Hendrik van Calcar en Mr. Willem Hora Siccama aan de wieg staan van het eerste dovenschool van Nederland. Het viertal vormde, bij de oprichting in 1790, de hoofddirectie van het Instituut. Guyot werd voorzitter van de hoofddirectie en instituteur en Van Olst, Van Calcar en Siccama werden mededirecteuren.

## Minerva
Samen met vijf andere Groninger notabelen richtte Van Olst in 1798 de Academie voor Teeken-, Bouw- en Zeevaartkunde "Minerva" op.  Deze academie is de eerste voorloper van de huidige Hanzehogeschool Groningen. Van Olsts naam siert sinds 2008 het bestuurs- en onderwijsgebouw van deze hogeschool.
- Biografisch Portaal: 45506130